# 카를로바츠

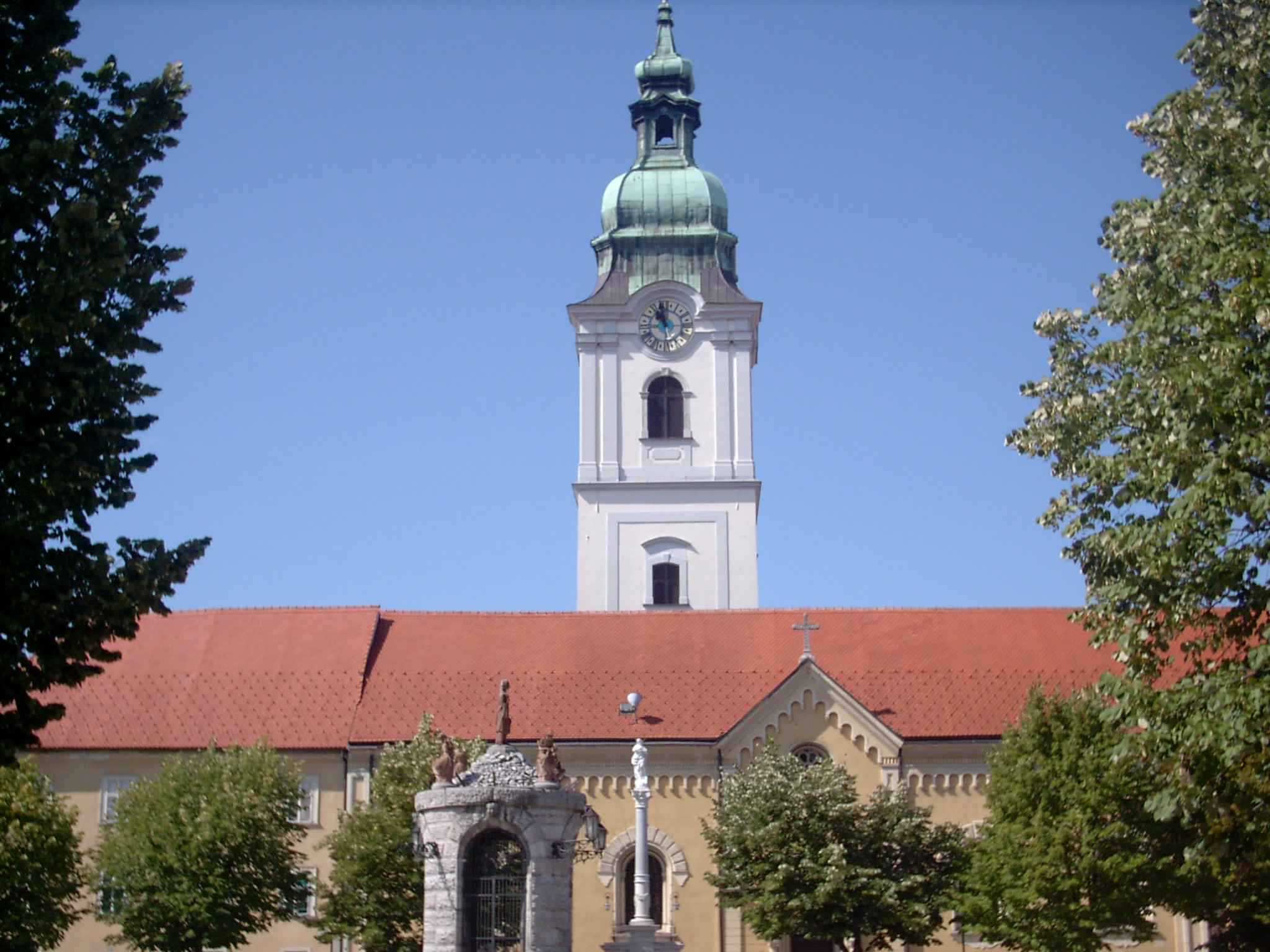
카를로바츠 삼위일체 성당

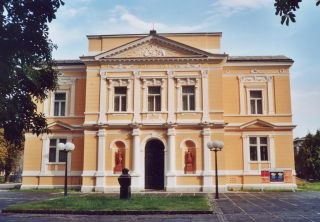
조린 돔 극장

카를로바츠(크로아티아어: Karlovac, 독일어: Karlstadt / Carlstadt 카를슈타트[*], 헝가리어: Károlyváros 카로이바로시[*], 이탈리아어: Carlostadio 카를로스타디오[*], 라틴어: Carlostadium 카를로스타디움[*])는 크로아티아 중부에 위치한 도시로, 카를로바츠주의 주도이며 면적은 401km2, 높이는 112m, 도시 인구는 49,082명(2001년 기준), 지방 자치체 인구는 59,395명(2001년 기준)이다. 자그레브-리예카 고속도로와 철도가 지나가는 지점에 위치하며 자그레브(크로아티아의 수도)에서 남서쪽으로 56km, 리예카에서 130km 정도 떨어진 곳에 위치한다.
1579년 오스트리아 남부를 오스만 제국의 침공으로부터 방어하기 위한 차원에서 신설되었으며 도시 이름은 오스트리아 대공 카를 2세에서 유래된 이름이다.

## 인구
| 연도                                                                         | 인구   | ±%     |
| ---------------------------------------------------------------------------- | ------ | ------ |
| 1880                                                                         | 26,947 | —      |
| 1890                                                                         | 30,339 | +12.6% |
| 1900                                                                         | 32,608 | +7.5%  |
| 1910                                                                         | 34,713 | +6.5%  |
| 1921                                                                         | 35,171 | +1.3%  |
| 1931                                                                         | 41,120 | +16.9% |
| 1948                                                                         | 44,974 | +9.4%  |
| 1953                                                                         | 50,342 | +11.9% |
| 1961                                                                         | 58,013 | +15.2% |
| 1971                                                                         | 63,887 | +10.1% |
| 1981                                                                         | 69,622 | +9.0%  |
| 1991                                                                         | 73,426 | +5.5%  |
| 2001                                                                         | 59,395 | −19.1% |
| 2011                                                                         | 55,705 | −6.2%  |
| 출처: Naselja i stanovništvo Republike Hrvatske 1857–2001, DZS, Zagreb, 2005 |        |        |